# Trifolium gymnocarpon
Trifolium gymnocarpon är en ärtväxtart som beskrevs av John Torrey och Asa Gray. Trifolium gymnocarpon ingår i släktet klövrar, och familjen ärtväxter. IUCN kategoriserar arten globalt som livskraftig. Utöver nominatformen finns också underarten T. g. plummerae.

## Bildgalleri

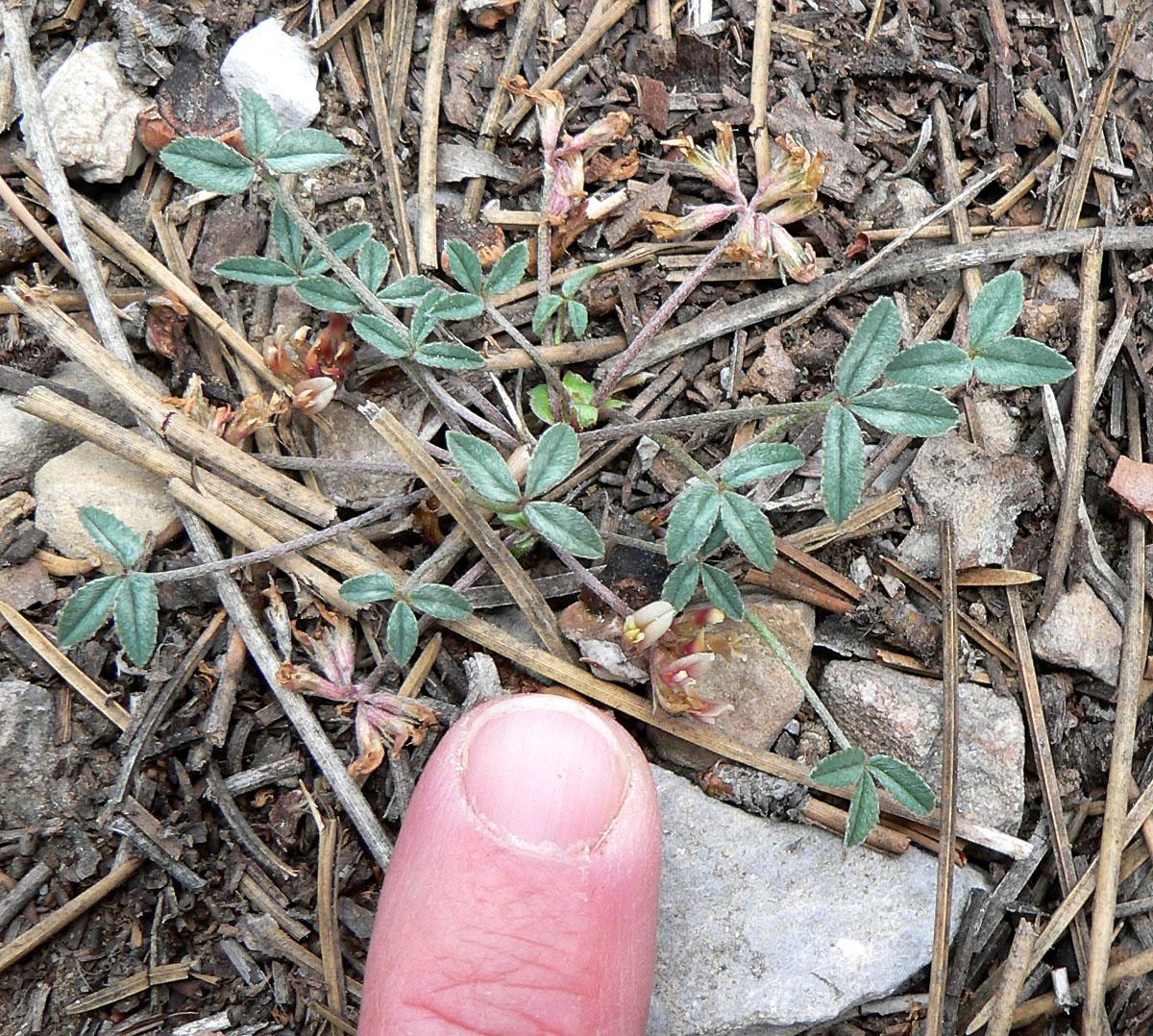
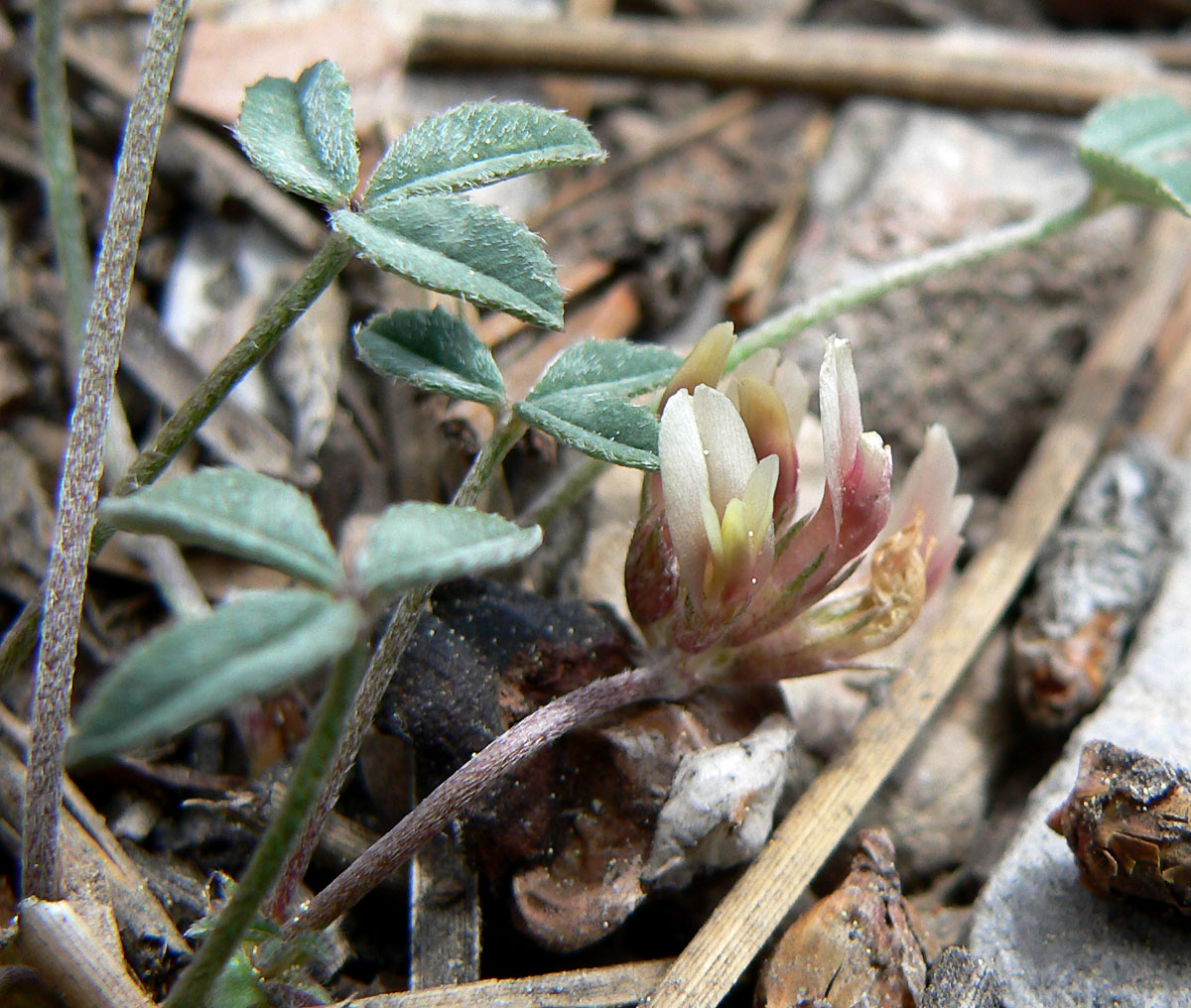
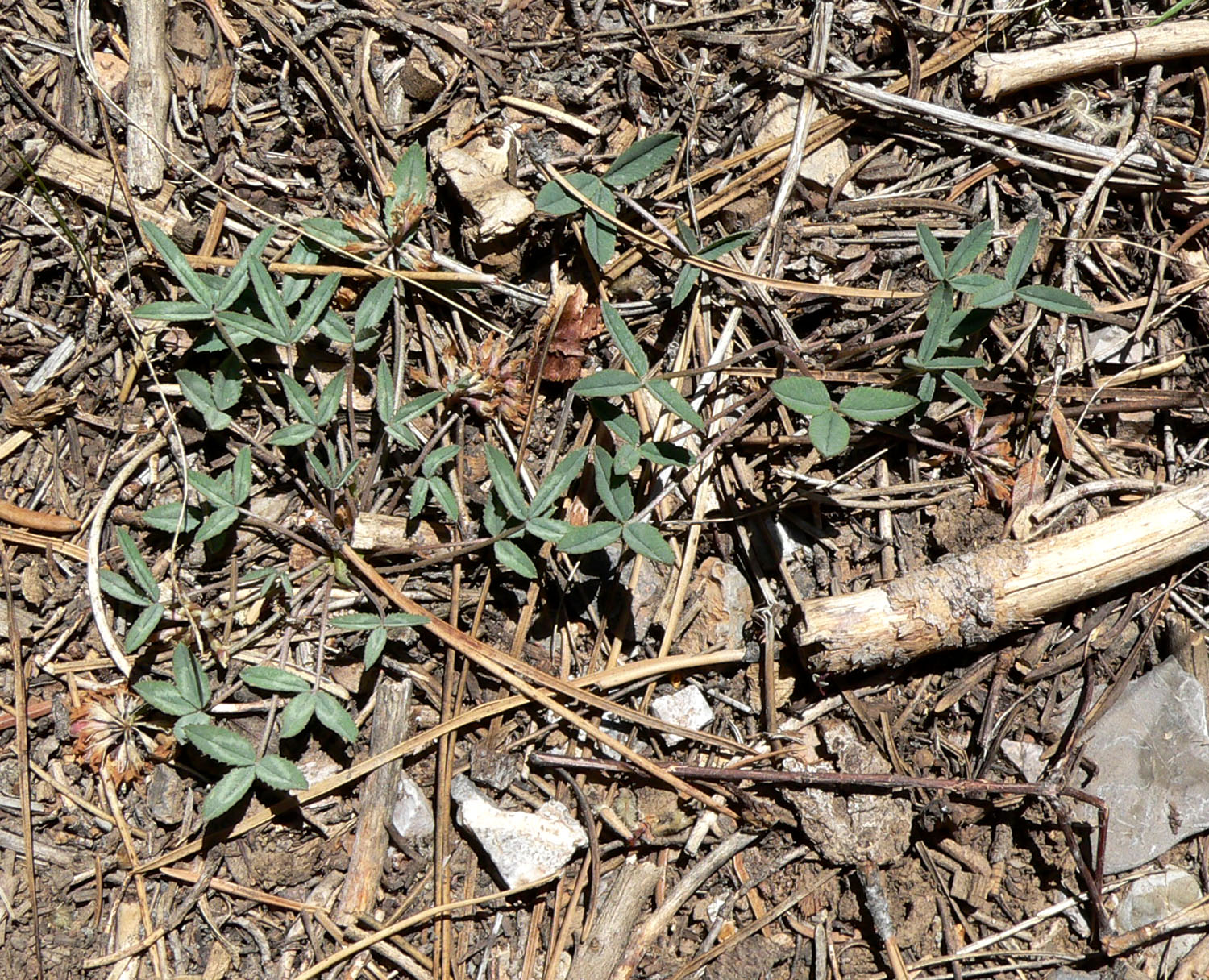
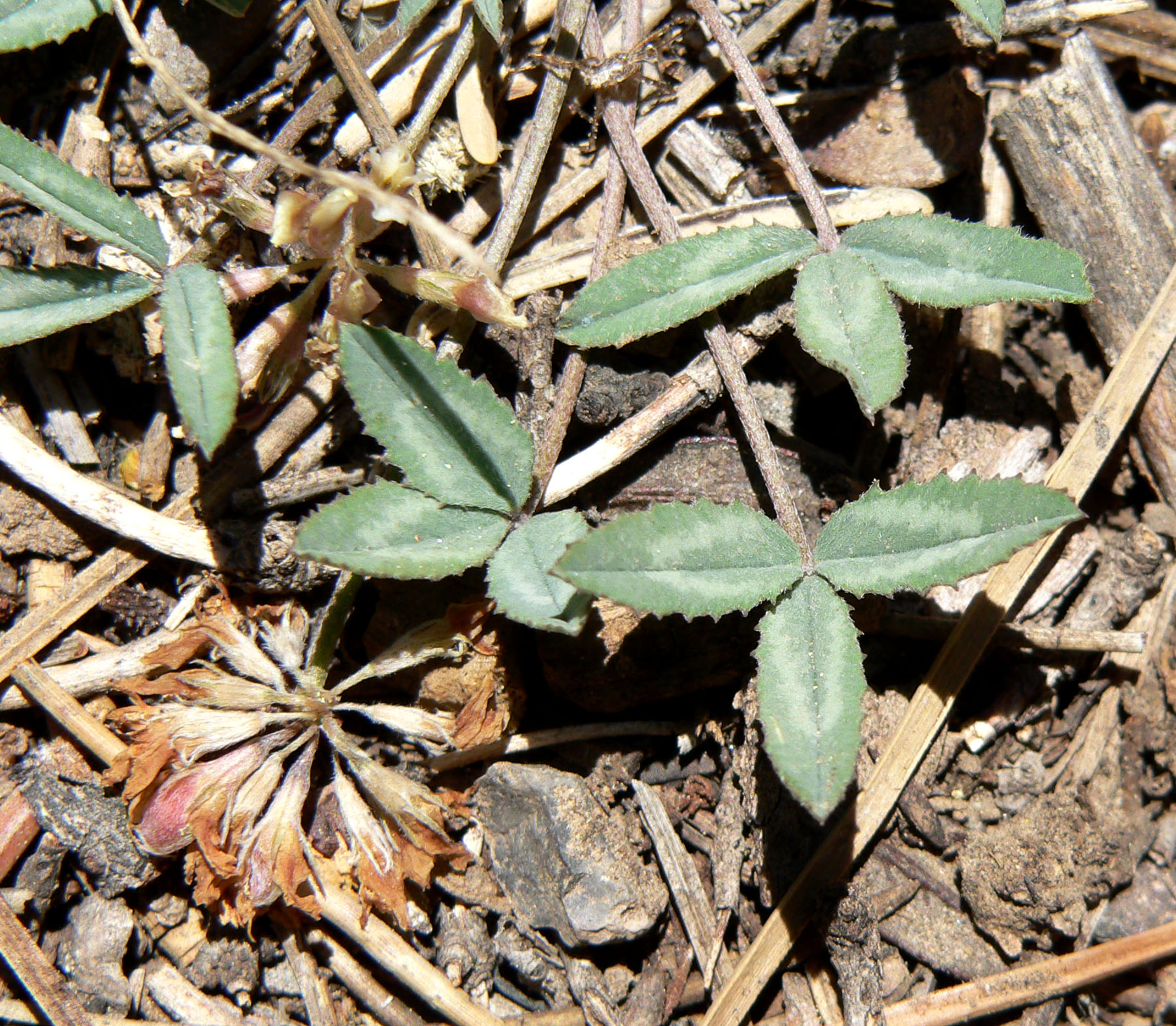
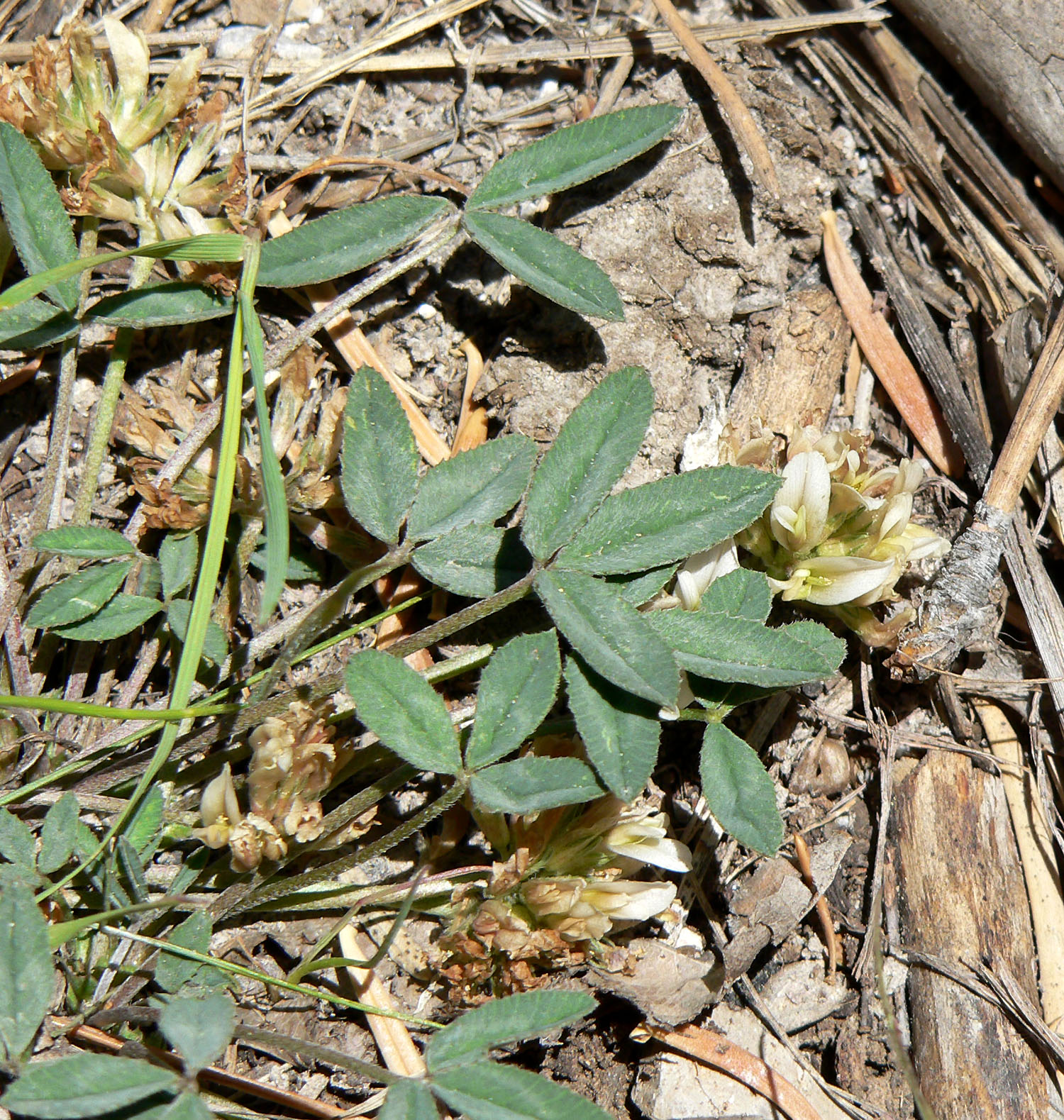